# La Liga Argentina (básquet) 2019-20
La temporada 2019-2020 de La Liga Argentina, segunda categoría del básquet argentino, fue la tercera edición bajo esta nueva denominación. Comenzó en octubre de 2019 y la disputaron 28 equipos. Respecto a la temporada pasada, dos equipos abandonaron el torneo, a la vez que un equipo ascendió a la Liga Nacional, uno descendió de ésta, y dos ascendieron del Torneo Federal. El torneo comenzó el 18 de octubre de 2019 con el juego inaugural entre Salta Basket y Barrio Parque. Durante esta temporada, nuevamente no hubo descensos.
Durante esta temporada se disputó la Superfinal de La Liga Argentina 2018-2019 entre Salta Basket y Platense.
En esta temporada y a razón del brote de coronavirus la AdC decidió que, desde el 12 de marzo, los partidos se jueguen a "puertas cerradas", sin ingreso del público. Además se creó un comité de crisis junto con la CABB. El 14 de marzo la temporada se dio por suspendida temporalmente, hasta el 30 de marzo, día que se evaluará como continuar. El 20 de marzo la organización decidió suspender la competencia por 30 días más posteriores al 31 de marzo, postergando así la temporada hasta el mes de mayo. El 29 de abril, tras más de un mes de paralizada la competencia, la organización decidió dar por terminada la temporada. A razón de la temprana conclusión de la temporada no hubo descensos ni ascensos.

## Modo de disputa
Las zonas se dieron a conocer oficialmente el 18 de septiembre de 2018.
| Conferencia norte          | Conferencia norte      | Conferencia sur     | Conferencia sur           |
| Zona noreste               | Zona noroeste          | División centro     | División sur              |
| -------------------------- | ---------------------- | ------------------- | ------------------------- |
| Central Argentino Olímpico | Ameghino (Villa María) | Central Entrerriano | Atenas (CdP)              |
| Echagüe                    | Barrio Parque          | Ciclista Juninense  | Centro Español (Plottier) |
| Deportivo Norte (A)        | Independiente BBC      | Estudiantes (O)     | Del Progreso              |
| Oberá TC                   | Rivadavia (Mendoza)    | Gimnasia (LP)       | Deportivo Viedma          |
| Rosario Basket             | Salta Basket           | Parque Sur          | Petrolero Argentino (PH)  |
| Unión (SF)                 | San Isidro (SF)        | Racing (Chivilcoy)  | Quilmes                   |
| Villa San Martín (R)       | Tiro Federal Morteros  | Tomás de Rocamora   | Villa Mitre (BB)          |

En octubre se dio a conocer la manera en la que se jugaría el torneo. Como característica destacable es que esta edición no hay descenso y además se entrega una plaza a la Liga Sudamericana de Clubes.
Modo de disputa
Fase regional
Los 28 equipos se dividen en dos regiones llamadas conferencias y en cuatro subregiones llamadas divisiones según su ubicación geográfica. Hay dos divisiones con 8 equipos y dos divisiones con 6 equipos. En las dos divisiones con 8 equipos, estos se enfrentan todos contra todos dos veces, una como local y otra como visitante. En las otras dos divisiones los equipos se enfrentan más veces para así tener la misma cantidad de partidos que los equipos en las divisiones más populosas.
Torneo Súper 4
Los 4 mejores equipos de cada división disputan el Torneo Súper 4, un torneo en medio de la temporada que define con el campeón y ascendido el acceso a la Liga Sudamericana.
Fase de conferencia
Los 28 equipos se reordenan según su conferencia y se enfrentan todos contra todos arrastrando la mitad de los puntos obtenidos en la fase regional. Al cabo de esta fase se definen los cruces de play-offs para el ascenso y el descenso. Los 12 mejores equipos de cada conferencia acceden a play-offs por el ascenso, los 4 mejores disputan cuartos de final de conferencia mientras que los 8 restantes disputan la reclasificación. Los equipos ubicados 13.° y 14.° de cada conferencia dejan de participar, manteniendo la categoría.
Tercera fase; play-offs de campeonato
Todas las series son al mejor de cinco encuentros. Aquel equipo con mejor ubicación en su conferencia hará más veces de local que el contrincante. El formato a emplearse es de 2-2-1, los dos primeros encuentros y el último en el estadio del mejor ubicado. Los 4 mejores equipos de las dos conferencias acceden a cuartos de final de conferencia de manera automática. Los 8 restantes (del 5.° al 12.°) disputan la reclasificación al mejor de cinco (5) partidos. Tras la primera ronda de play-offs, los equipos se emparejan según su posición en la conferencia y disputan los cuartos de final al mejor de cinco (5) partidos. Con el mismo formato se continúa en play-offs hasta llegar a tener un campeón de conferencia, y entre ellos se define el campeón del torneo y el equipo que logra el ascenso. Tiene ventaja de localía el equipo mejor ubicado, y en caso de que ambos equipos tengan la misma posición, la localía se define en función de los partidos ganados en la segunda fase, y sino, incluyendo la primera fase.
Superfinal de La Liga Argentina
La disputan el campeón del torneo y el campeón del Torneo Súper 4. El ganador accede a la Liga Sudamericana. En caso de que el ganador del Súper 4 y de La Liga Argentina sea el mismo equipo, la superfinal no se disputa.

## Equipos participantes

### Ascensos y descensos
Equipos entrantes
| Pos. | Ascendidos del Torneo Federal |
| ---- | ----------------------------- |
| 1.º  | Central Entrerriano           |
| 2.º  | Villa Mitre (Bahía Blanca)    |

| Pos. | Descendidos de la LNB |
| ---- | --------------------- |
| 20.º | Quilmes               |

Equipos salientes
| Pos. | Ascendidos a la LNB |
| ---- | ------------------- |
| 1.º  | Platense            |

### Cambios de plazas
| Obtiene plaza  |
| -------------- |
| Rosario Basket |

| Deja la plaza            |
| ------------------------ |
| Hindú Club (Resistencia) |
| Sportivo América         |
| La Unión (Colón)         |

### Equipos participantes
| Región                    | Cantidad |
| ------------------------- | -------- |
| Provincia de Buenos Aires | 7        |
| Córdoba                   | 4        |
| Entre Ríos                | 4        |
| Santa Fe                  | 4        |
| Neuquén                   | 2        |
| Río Negro                 | 2        |
| Chaco                     | 1        |
| Mendoza                   | 1        |
| Misiones                  | 1        |
| Salta                     | 1        |
| Santiago del Estero       | 1        |

| Club                        | Procedencia                              | Estadio                                    | Capacidad |
| Ameghino                    | Villa María, Córdoba                     | La Leonera                                 | 500       |
| Atenas                      | Carmen de Patagones, Buenos Aires        | Carmelo Trípodi Calá                       | 2000      |
| Balsuar Tiro Federal        | Morteros, Córdoba                        | Vide Tealdi                                | 1300      |
| Barrio Parque               | Córdoba, Córdoba                         | Teatro del Parque                          | 1000      |
| Central Argentino Olímpico  | Ceres, Santa Fe                          | Raúl Braica                                |           |
| Central Entrerriano         | Gualeguaychú, Entre Ríos                 | José María Bértora                         | 2100      |
| Centro Español              | Plottier, Neuquén                        | El Templo                                  | 600       |
| Ciclista Juninense          | Junín, Buenos Aires                      | Raúl "Chuni" Merlo                         | 3100      |
| Del Progreso                | General Roca, Río Negro                  | El Gigante                                 | 2500      |
| Deportivo Norte             | Armstrong, Santa Fe                      | Jorge Ferrero                              | 1000      |
| Deportivo Viedma            | Viedma, Río Negro                        | Polideportivo Ángel Cayetano Arias         | 2500      |
| Echagüe                     | Paraná, Entre Ríos                       | Luis Butta                                 | 2306      |
| Estudiantes                 | Olavarría, Buenos Aires                  | Parque Carlos Guerrero                     | 7100      |
| Gimnasia y Esgrima La Plata | La Plata, Buenos Aires                   | Polideportivo Víctor Nethol                | 3000      |
| Independiente BBC           | Santiago del Estero, Santiago del Estero | Israel Parnás, «El Gigante de calle Salta» |           |
| Oberá TC                    | Oberá, Misiones                          | Oberá Tenis Club                           | 2000      |
| Parque Sur                  | Concepción del Uruguay, Entre Ríos       | Parque Sur                                 | 1500      |
| Petrolero Argentino         | Plaza Huincul, Neuquén                   | Gimnasio Municipal Enrique Mosconi         | 1000      |
| Quilmes                     | Mar del Plata, Buenos Aires              | Polideportivo Islas Malvinas               | 8000      |
| Racing                      | Chivilcoy, Buenos Aires                  | Norte                                      | 1500      |
| Rivadavia                   | Rivadavia, Mendoza                       | Leopoldo Juan Brozovix                     | 900       |
| Rosario Basket              | Rosario, Santa Fe                        | sin estadio                                |           |
| Salta Basket                | Salta, Salta                             | Polideportivo Delmi                        | 10 000    |
| San Isidro                  | San Francisco, Córdoba                   | Severo Robledo                             | 800       |
| Tomás de Rocamora           | Concepción del Uruguay, Entre Ríos       | Julio César Paccagnella                    | 1000      |
| Unión                       | Santa Fe, Santa Fe                       | Ángel P. Malvicino                         | 4500      |
| Villa San Martín            | Resistencia, Chaco                       | Villa San Martín                           | 1000      |
| Villa Mitre                 | Bahía Blanca, Buenos Aires               | José Martínez                              | 2500      |

1. ↑  El estadio Gimnasio Municipal General Enrique Mosconi, donde Petrolero Argentino de Plaza Huincul ejerce la localía, está ubicado en Cutral Có.
2. ↑  Racing de Chivilcoy usa el "Estadio Oscar y Alfredo Barca", del Club Deportivo Colón de Chivilcoy pues su estadio no se encuentra habilitado por la organización del torneo. El club pretende adecuarlo para ser usado más adelante.[12]
3. ↑  Rosario Basket usa el Estadio Rodolfo Castillo de Sportivo América de la misma ciudad.
4. ↑  Villa Mitre no pudo usar su estadio en el torneo porque no cumplía los requisitos edilicios. Mientras Villa Mitre remodeló su estadio, hizo las veces de local en el Estadio Osvaldo Casanova, con capacidad para 3950 espectadores, del Club Estudiantes de Bahía Blanca.[13]

## Primera fase

### División Noroeste
| Equipo | Equipo                     | PJ | PG | PP | Pts |
| ------ | -------------------------- | -- | -- | -- | --- |
| 1.°    | Barrio Parque              | 12 | 9  | 3  | 21  |
| 2.°    | San Isidro (San Francisco) | 12 | 7  | 5  | 19  |
| 3.°    | Ameghino (Villa María)     | 12 | 7  | 5  | 19  |
| 4.°    | Salta Basket               | 12 | 7  | 5  | 19  |
| 5.°    | Independiente BBC          | 12 | 7  | 5  | 19  |
| 6.°    | Balsuar Tiro Federal       | 12 | 3  | 9  | 15  |
| 7.°    | Rivadavia (Mendoza)        | 12 | 2  | 10 | 14  |

|  | Disputa el Súper 4. |

| Salta Basket      | 80-84 | Barrio Parque        | Delmi             | 18 de octubre | 21:30 |
| Independiente BBC | 67-60 | Barrio Parque        | Israel Parnas     | 20 de octubre | 21:00 |
| Rivadavia (M)     | 76-66 | Balsuar Tiro Federal | Leopoldo Brozovix | 20 de octubre | 21:30 |
| Independiente BBC | 85-80 | Ameghino (VM)        | Israel Parnas     | 23 de octubre | 22:00 |
| Barrio Parque     | 76-61 | San Isidro (SF)      | Teatro del Parque | 25 de octubre | 21:30 |
| Independiente BBC | 81-68 | Rivadavia (M)        | Israel Parnas     | 26 de octubre | 21:00 |

| Balsuar Tiro Federal | 55-68 | San Isidro (SF)      | Vide Tealdi       | 28 de octubre  | 21:30 |
| Salta Basket         | 84-76 | Rivadavia (M)        | Delmi             | 28 de octubre  | 21:30 |
| San Isidro (SF)      | 83-74 | Barrio Parque        | Severo Robledo    | 31 de octubre  | 21:30 |
| Rivadavia (M)        | 67-76 | Independiente BBC    | Leopoldo Brozovix | 31 de octubre  | 22:00 |
| Ameghino (VM)        | 75-64 | Salta Basket         | La Leonera        | 1 de noviembre | 21:30 |
| San Isidro (SF)      | 75-77 | Salta Basket         | Severo Robledo    | 3 de noviembre | 21:00 |
| Barrio Parque        | 73-58 | Balsuar Tiro Federal | Teatro del Parque | 3 de noviembre | 21:00 |

| Ameghino (VM)        | 73-61 | Independiente BBC    | La Leonera        | 4 de noviembre | 21:30 |
| Balsuar Tiro Federal | 61-53 | Salta Basket         | Vide Tealdi       | 5 de noviembre | 21:30 |
| Barrio Parque        | 73-66 | Independiente BBC    | Teatro del Parque | 6 de noviembre | 21:00 |
| Rivadavia (M)        | 66-77 | San Isidro (SF)      | Leopoldo Brozovix | 6 de noviembre | 22:00 |
| Ameghino (VM)        | 87-73 | Rivadavia (M)        | La Leonera        | 9 de noviembre | 20:00 |
| Independiente BBC    | 70-61 | Balsuar Tiro Federal | Israel Parnas     | 9 de noviembre | 21:00 |

| Barrio Parque        | 97-80 | Ameghino (VM)        | Teatro del Parque | 11 de noviembre | 21:00 |
| Salta Basket         | 77-65 | Balsuar Tiro Federal | Delmi             | 11 de noviembre | 21:30 |
| San Isidro (SF)      | 88-74 | Independiente BBC    | Severo Robledo    | 12 de noviembre | 21:30 |
| Balsuar Tiro Federal | 81-71 | Independiente BBC    | Vide Tealdi       | 14 de noviembre | 21:30 |
| Rivadavia (M)        | 72-81 | Salta Basket         | Leopoldo Brozovix | 14 de noviembre | 22:00 |
| Ameghino (VM)        | 83-78 | San Isidro (SF)      | La Leonera        | 15 de noviembre | 21:30 |
| Barrio Parque        | 83-75 | Salta Basket         | Teatro del Parque | 16 de noviembre | 21:30 |

| Balsuar Tiro Federal | 76-84  | Ameghino (VM) | Vide Tealdi    | 18 de noviembre | 21:30 |
| San Isidro (SF)      | 103-68 | Ameghino (VM) | Severo Robledo | 20 de noviembre | 21:30 |
| Balsuar Tiro Federal | 70-66  | Rivadavia (M) | Vide Tealdi    | 22 de noviembre | 21:30 |
| Ameghino (VM)        | 86-116 | Barrio Parque | La Leonera     | 23 de noviembre | 20:00 |
| San Isidro (SF)      | 94-91  | Rivadavia (M) | Severo Robledo | 24 de noviembre | 21:00 |
| Independiente BBC    | 60-58  | Salta Basket  | Israel Parnas  | 24 de noviembre | 21:00 |

| Ameghino (VM)        | 88-70 | Balsuar Tiro Federal | La Leonera        | 25 de noviembre | 21:30 |
| Barrio Parque        | 78-67 | Rivadavia (M)        | Teatro del Parque | 26 de noviembre | 21:00 |
| Salta Basket         | 84-82 | Independiente BBC    | Delmi             | 27 de noviembre | 21:30 |
| Salta Basket         | 88-77 | San Isidro (SF)      | Delmi             | 29 de noviembre | 21:30 |
| Rivadavia (M)        | 86-90 | Ameghino (VM)        | Leopoldo Brozovix | 29 de noviembre | 22:00 |
| Independiente BBC    | 77-71 | San Isidro (SF)      | Israel Parnas     | 1 de diciembre  | 21:00 |
| Balsuar Tiro Federal | 72-74 | Barrio Parque        | Vide Tealdi       | 1 de diciembre  | 21:00 |
| San Isidro (SF)      | 86-77 | Balsuar Tiro Federal | Severo Robledo    | 5 de diciembre  | 21:30 |
| Salta Basket         | 78-72 | Ameghino (VM)        | Delmi             | 5 de diciembre  | 21:30 |
| Rivadavia (M)        | 80-75 | Barrio Parque        | Leopoldo Brozovix | 6 de diciembre  | 22:00 |

### División Noreste
| Equipo | Equipo                         | PJ | PG | PP | Pts |
| ------ | ------------------------------ | -- | -- | -- | --- |
| 1.°    | Oberá TC                       | 12 | 8  | 4  | 20  |
| 2.°    | Unión (Santa Fe)               | 12 | 9  | 3  | 20  |
| 3.°    | Deportivo Norte (Armstrong)    | 12 | 8  | 4  | 20  |
| 4.°    | Villa San Martín (Resistencia) | 12 | 7  | 5  | 19  |
| 5.°    | Central Argentino Olímpico     | 12 | 5  | 7  | 17  |
| 6.°    | Echagüe                        | 12 | 5  | 7  | 17  |
| 7.°    | Rosario Basket                 | 12 | 1  | 11 | 13  |

|  | Disputa el Súper 4. |

1. 1 2 3  El triple empate entre Oberá TC, Unión de Santa Fe y Deportivo Norte de Armstrong se definió por los resultados de los partidos entre estos equipos. Oberá TC ganó sus dos encuentros ante Deportivo Norte, mientras que ganó uno y perdió otro ante Unión, logrando así 7 puntos. Unión ganó un encuentro ante cada rival, y perdió el restante, logrando 6 puntos. Deportivo Norte logró 5 puntos.

| Deportivo Norte (A)        | 87-72 | Central Argentino Olímpico | Jorge Ferrero        | 21 de octubre | 21:30 |
| Oberá TC                   | 76-68 | Unión (SF)                 | Oberá TC             | 23 de octubre | 21:30 |
| Rosario Basket             | 61-81 | Deportivo Norte (A)        | Sportivo América (R) | 24 de octubre | 21:00 |
| Central Argentino Olímpico | 77-84 | Echagüe                    | Raúl Braica          | 24 de octubre | 21:30 |
| Villa San Martín (R)       | 92-76 | Unión (SF)                 | Villa San Martín     | 25 de octubre | 21:30 |

| Echagüe                    | 99-67  | Central Argentino Olímpico | Luis Butta       | 28 de octubre  | 21:00 |
| Villa San Martín (R)       | 104-76 | Rosario Basket             | Villa San Martín | 28 de octubre  | 21:30 |
| Unión (SF)                 | 90-76  | Central Argentino Olímpico | Ángel Malvicino  | 29 de octubre  | 21:00 |
| Oberá TC                   | 81-60  | Rosario Basket             | Oberá TC         | 30 de octubre  | 21:30 |
| Central Argentino Olímpico | 66-73  | Deportivo Norte (A)        | Raúl Braica      | 1 de noviembre | 21:30 |
| Echagüe                    | 96-93  | Oberá TC                   | Luis Butta       | 2 de noviembre | 21:30 |
| Rosario Basket             | 75-90  | Villa San Martín (R)       | Sportivo América | 3 de noviembre | 20:00 |

| Unión (SF)                 | 97-83  | Oberá TC             | Ángel Malvicino  | 4 de noviembre | 21:00 |
| Deportivo Norte (A)        | 107-85 | Villa San Martín (R) | Jorge Ferrero    | 5 de noviembre | 21:30 |
| Unión (SF)                 | 99-79  | Rosario Basket       | Ángel Malvicino  | 6 de noviembre | 21:00 |
| Central Argentino Olímpico | 88-84  | Villa San Martín (R) | Raúl Braica      | 7 de noviembre | 21:30 |
| Rosario Basket             | 96-95  | Echagüe              | Sportivo América | 9 de noviembre | 21:00 |
| Oberá TC                   | 80-76  | Deportivo Norte (A)  | Oberá TC         | 9 de noviembre | 21:00 |

| Villa San Martín (R)       | 96-86 | Deportivo Norte (A)        | Villa San Martín | 11 de noviembre | 21:30 |
| Echagüe                    | 71-84 | Unión (SF)                 | Luis Butta       | 12 de noviembre | 21:00 |
| Rosario Basket             | 60-75 | Central Argentino Olímpico | Sportivo América | 13 de noviembre | 21:00 |
| Villa San Martín (R)       | 75-68 | Oberá TC                   | Villa San Martín | 15 de noviembre | 21:30 |
| Deportivo Norte (A)        | 75-70 | Echagüe                    | Jorge Ferrero    | 15 de noviembre | 21:30 |
| Rosario Basket             | 76-87 | Unión (SF)                 | Sportivo América | 16 de noviembre | 21:00 |
| Central Argentino Olímpico | 76-71 | Oberá TC                   | Raúl Braica      | 17 de noviembre | 21:00 |

| Villa San Martín (R)       | 85-78 | Echagüe         | Villa San Martín | 19 de noviembre | 21:30 |
| Deportivo Norte (A)        | 86-78 | Rosario Basket  | Jorge Ferrero    | 20 de noviembre | 21:30 |
| Central Argentino Olímpico | 84-79 | Unión (SF)      | Raúl Braica      | 21 de noviembre | 21:30 |
| Oberá TC                   | 82-77 | Echagüe         | Oberá TC         | 21 de noviembre | 21:30 |
| Echagüe                    | 79-91 | Deportivo Norte | Luis Butta       | 24 de noviembre | 21:00 |

| Central Argentino Olímpico | 81-75  | Rosario Basket             | Raúl Braica      | 25 de noviembre | 21:30 |
| Unión (SF)                 | 96-73  | Villa San Martín (R)       | Ángel Malvicino  | 26 de noviembre | 21:00 |
| Echagüe                    | 87-81  | Villa San Martín (R)       | Luis Butta       | 28 de noviembre | 21:00 |
| Deportivo Norte (A)        | 88-90  | Oberá TC                   | Jorge Ferrero    | 28 de noviembre | 21:30 |
| Rosario Basket             | 78-86  | Oberá TC                   | Sportivo América | 30 de noviembre | 21:00 |
| Unión (SF)                 | 80-68  | Echagüe                    | Ángel Malvicino  | 1 de diciembre  | 20:30 |
| Villa San Martín (R)       | 90-78  | Central Argentino Olímpico | Villa San Martín | 2 de diciembre  | 21:30 |
| Unión (SF)                 | 116-82 | Deportivo Norte (A)        | Ángel Malvicino  | 4 de diciembre  | 21:00 |
| Oberá TC                   | 73-54  | Central Argentino Olímpico | Oberá TC         | 4 de diciembre  | 21:30 |
| Oberá TC                   | 96-82  | Villa San Martín (R)       | Oberá TC         | 7 de diciembre  | 21:00 |
| Echagüe                    | 75-71  | Rosario Basket             | Luis Butta       | 7 de diciembre  | 21:30 |
| Deportivo Norte (A)        | 99-93  | Unión (SF)                 | Jorge Ferrero    | 7 de diciembre  | 21:30 |

### División Centro
| Equipo | Equipo                      | PJ | PG | PP | Pts |
| ------ | --------------------------- | -- | -- | -- | --- |
| 1.°    | Estudiantes (Olavarría)     | 12 | 9  | 3  | 21  |
| 2.°    | Central Entrerriano         | 12 | 8  | 4  | 20  |
| 3.°    | Parque Sur                  | 12 | 7  | 5  | 19  |
| 4.°    | Racing (Chivilcoy)          | 12 | 6  | 6  | 18  |
| 5.°    | Tomás de Rocamora           | 12 | 5  | 7  | 17  |
| 6.°    | Ciclista Juninense          | 12 | 4  | 8  | 16  |
| 7.°    | Gimnasia y Esgrima La Plata | 12 | 3  | 9  | 15  |

|  | Disputa el Súper 4. |

| Racing (Chivilcoy)  | 91-71 | Gimnasia (LP)       | Oscar y Alfredo Barca       | 19 de octubre | 21:30 |
| Parque Sur          | 75-55 | Tomás de Rocamora   | Parque Sur                  | 19 de octubre | 21:30 |
| Ciclista Juninense  | 77-81 | Central Entrerriano | Raúl "Chuni"' Merlo         | 20 de octubre | 21:00 |
| Estudiantes (O)     | 94-73 | Central Entrerriano | Parque Carlos Guerrero      | 21 de octubre | 21:30 |
| Tomás de Rocamora   | 89-76 | Ciclista Juninense  | Julio Paccagnella           | 24 de octubre | 21:30 |
| Gimnasia (LP)       | 91-83 | Racing (Chivilcoy)  | Polideportivo Víctor Nethol | 24 de octubre | 21:30 |
| Central Entrerriano | 79-88 | Parque Sur          | José María Bértora          | 25 de octubre | 21:30 |

| Racing (Chivilcoy)  | 73-85  | Tomás de Rocamora   | Oscar y Alfredo Barca       | 28 de octubre  | 21:30 |
| Gimnasia (LP)       | 72-73  | Parque Sur          | Polideportivo Víctor Nethol | 29 de octubre  | 21:30 |
| Ciclista Juninense  | 87-81  | Tomás de Rocamora   | Raúl "Chuni" Merlo          | 29 de octubre  | 21:30 |
| Estudiantes (O)     | 86-67  | Parque Sur          | Parque Carlos Guerrero      | 30 de octubre  | 21:30 |
| Central Entrerriano | 79-77  | Racing (Chivilcoy)  | José María Bértora          | 31 de octubre  | 21:30 |
| Tomás de Rocamora   | 98-101 | Racing (Chivilcoy)  | Julio Paccagnella           | 2 de noviembre | 21:30 |
| Estudiantes (O)     | 90-74  | Ciclista Juninense  | Parque Carlos Guerrero      | 3 de noviembre | 20:30 |
| Gimnasia (LP)       | 85-94  | Central Entrerriano | Polideportivo Víctor Nethol | 3 de noviembre | 21:00 |
| Parque Sur          | 78-68  | Racing (Chivilcoy)  | Parque Sur                  | 3 de noviembre | 21:00 |

| Parque Sur         | 67-63 | Gimnasia (LP)       | Parque Sur            | 6 de noviembre  | 21:30 |
| Tomás de Rocamora  | 82-75 | Gimnasia (LP)       | Julio Paccagnella     | 7 de noviembre  | 21:30 |
| Ciclista Juninense | 76-81 | Estudiantes (O)     | Raúl "Chuni" Merlo    | 8 de noviembre  | 21:30 |
| Racing (Chivilcoy) | 70-66 | Estudiantes (O)     | Oscar y Alfredo Barca | 9 de noviembre  | 21:30 |
| Tomás de Rocamora  | 74-80 | Central Entrerriano | Julio Paccagnella     | 10 de noviembre | 21:00 |

| Gimnasia (LP)       | 65-79 | Estudiantes (O)    | Polideportivo Víctor Nethol | 11 de noviembre | 21:30 |
| Parque Sur          | 80-65 | Ciclista Juninense | Parque Sur                  | 11 de noviembre | 21:30 |
| Central Entrerriano | 86-74 | Gimnasia (LP)      | José María Bértora          | 14 de noviembre | 21:30 |
| Ciclista Juninense  | 84-73 | Racing (Chivilcoy) | Raúl "Chuni" Merlo          | 15 de noviembre | 21:30 |
| Estudiantes (O)     | 84-69 | Gimnasia (LP)      | Parque Carlos Guerrero      | 17 de noviembre | 20:30 |
| Central Entrerriano | 83-74 | Tomás de Rocamora  | José María Bértora          | 17 de noviembre | 21:00 |
| Ciclista Juninense  | 77-68 | Parque Sur         | Raúl "Chuni" Merlo          | 17 de noviembre | 21:00 |

| Racing (Chivilcoy) | 104-72 | Parque Sur          | Oscar y Alfredo Barca       | 18 de noviembre | 21:30 |
| Gimnasia (LP)      | 79-73  | Tomás de Rocamora   | Polideportivo Víctor Nethol | 20 de noviembre | 21:30 |
| Racing (Chivilcoy) | 74-70  | Central Entrerriano | Oscar y Alfredo Barca       | 21 de noviembre | 21:30 |
| Estudiantes (O)    | 82-71  | Tomás de Rocamora   | Parque Carlos Guerrero      | 22 de noviembre | 21:30 |
| Gimnasia (LP)      | 82-88  | Ciclista Juninense  | Polideportivo Víctor Nethol | 24 de noviembre | 21:00 |

| Parque Sur          | 75-62  | Central Entrerriano | Parque Sur             | 25 de noviembre | 21:30 |
| Tomás de Rocamora   | 85-78  | Estudiantes (O)     | Julio Paccagnella      | 27 de noviembre | 21:30 |
| Racing (Chivilcoy)  | 104-92 | Ciclista Juninense  | Oscar y Alfredo Barca  | 28 de noviembre | 21:30 |
| Parque Sur          | 69-76  | Estudiantes (O)     | Parque Sur             | 28 de noviembre | 21:30 |
| Central Entrerriano | 77-71  | Estudiantes (O)     | José María Bértora     | 30 de noviembre | 21:30 |
| Ciclista Juninense  | 67-80  | Gimnasia (LP)       | Raúl "Chuni" Merlo     | 1 de diciembre  | 21:00 |
| Central Entrerriano | 90-72  | Ciclista Juninense  | José María Bértora     | 4 de diciembre  | 21:30 |
| Tomás de Rocamora   | 77-72  | Parque Sur          | Julio Paccagnella      | 4 de diciembre  | 21:30 |
| Estudiantes (O)     | 72-71  | Racing (Chivilcoy)  | Parque Carlos Guerrero | 4 de diciembre  | 21:30 |

### División Sur
| Equipo | Equipo                              | PJ | PG | PP | Pts |
| ------ | ----------------------------------- | -- | -- | -- | --- |
| 1.°    | Deportivo Viedma                    | 12 | 9  | 3  | 21  |
| 2.°    | Centro Español (Plottier)           | 12 | 8  | 4  | 20  |
| 3.°    | Quilmes                             | 12 | 7  | 5  | 19  |
| 4.°    | Petrolero Argentino (Plaza Huincul) | 12 | 6  | 6  | 18  |
| 5.°    | Villa Mitre (Bahía Blanca)          | 12 | 6  | 6  | 18  |
| 6.°    | Del Progreso                        | 12 | 4  | 8  | 16  |
| 7.°    | Atenas (Carmen de Patagones)        | 12 | 2  | 10 | 14  |

|  | Disputa el Súper 4. |

| Deportivo Viedma | 87-82 | Petrolero (PH)     | Ángel Cayetano Arias | 19 de octubre | 21:30 |
| Villa Mitre (BB) | 75-56 | Del Progreso       | Osvaldo Casanova     | 21 de octubre | 21:00 |
| Atenas (CdP)     | 95-98 | Petrolero (PH)     | Carmelo Trípodi Calá | 21 de octubre | 21:30 |
| Quilmes          | 82-77 | Del Progreso       | Islas Malvinas       | 23 de octubre | 21:00 |
| Deportivo Viedma | 82-71 | Atenas (CdP)       | Ángel Cayetano Arias | 25 de octubre | 21:30 |
| Petrolero (PH)   | 83-87 | Centro Español (P) | Enrique Mosconi      | 25 de octubre | 21:30 |

| Deportivo Viedma   | 83-69 | Villa Mitre (BB) | Ángel Cayetano Arias | 28 de octubre  | 21:30 |
| Del Progreso       | 84-65 | Quilmes          | Del Progreso         | 29 de octubre  | 21:30 |
| Atenas (CdP)       | 85-99 | Villa Mitre (BB) | Carmelo Trípodi Calá | 30 de octubre  | 21:30 |
| Centro Español (P) | 86-69 | Quilmes          | El Templo            | 31 de octubre  | 21:30 |
| Atenas (CdP)       | 61-72 | Deportivo Viedma | Carmelo Trípodi Calá | 1 de noviembre | 21:30 |
| Petrolero (PH)     | 73-63 | Quilmes          | Enrique Mosconi      | 1 de noviembre | 21:30 |
| Centro Español (P) | 85-59 | Del Progreso     | El Templo            | 3 de noviembre | 21:00 |

| Villa Mitre (BB) | 68-78 | Deportivo Viedma   | Osvaldo Casanova     | 5 de noviembre | 21:00 |
| Del Progreso     | 90-82 | Petrolero (PH)     | Del Progreso         | 6 de noviembre | 21:30 |
| Quilmes          | 78-76 | Deportivo Viedma   | Islas Malvinas       | 7 de noviembre | 21:00 |
| Atenas (CdP)     | 72-79 | Centro Español (P) | Carmelo Trípodi Calá | 9 de noviembre | 21:30 |

| Quilmes            | 63-59 | Villa Mitre (BB)   | Islas Malvinas       | 11 de noviembre | 21:00 |
| Deportivo Viedma   | 89-82 | Centro Español (P) | Ángel Cayetano Arias | 11 de noviembre | 21:30 |
| Petrolero (PH)     | 89-78 | Del Progreso       | Enrique Mosconi      | 11 de noviembre | 21:30 |
| Petrolero (PH)     | 66-63 | Atenas (CdP)       | Enrique Mosconi      | 13 de noviembre | 21:00 |
| Centro Español (P) | 87-81 | Atenas (CdP)       | El Templo            | 15 de noviembre | 21:30 |
| Quilmes            | 97-71 | Petrolero (PH)     | Islas Malvinas       | 16 de noviembre | 20:00 |
| Del Progreso       | 68-70 | Atenas (CdP)       | Del Progreso         | 17 de noviembre | 21:30 |

| Villa Mitre (BB) | 93-85 | Petrolero (PH)     | Osvaldo Casanova     | 18 de noviembre | 21:00 |
| Quilmes          | 72-70 | Centro Español (P) | Islas Malvinas       | 19 de noviembre | 21:00 |
| Del Progreso     | 82-98 | Deportivo Viedma   | Del Progreso         | 19 de noviembre | 21:30 |
| Villa Mitre (BB) | 92-81 | Centro Español (P) | Osvaldo Casanova     | 21 de noviembre | 21:00 |
| Atenas (CdP)     | 70-75 | Del Progreso       | Carmelo Trípodi Calá | 23 de noviembre | 21:30 |
| Villa Mitre (BB) | 68-72 | Quilmes            | Osvaldo Casanova     | 24 de noviembre | 21:00 |

| Centro Español (P) | 87-80  | Petrolero (PH)     | El Templo            | 25 de noviembre | 21:30 |
| Deportivo Viedma   | 87-83  | Del Progreso       | Ángel Cayetano Arias | 25 de noviembre | 21:30 |
| Atenas (CdP)       | 88-74  | Quilmes            | Carmelo Trípodi Calá | 26 de noviembre | 21:30 |
| Deportivo Viedma   | 108-83 | Quilmes            | Ángel Cayetano Arias | 28 de noviembre | 21:30 |
| Petrolero (PH)     | 78-62  | Villa Mitre (BB)   | Enrique Mosconi      | 28 de noviembre | 21:30 |
| Centro Español (P) | 85-82  | Villa Mitre (BB)   | El Templo            | 30 de noviembre | 21:30 |
| Del Progreso       | 76-77  | Villa Mitre (BB)   | Del Progreso         | 2 de diciembre  | 21:30 |
| Quilmes            | 99-86  | Atenas (CdP)       | Islas Malvinas       | 3 de diciembre  | 21:00 |
| Centro Español (P) | 87-83  | Deportivo Viedma   | El Templo            | 3 de diciembre  | 21:30 |
| Villa Mitre (BB)   | 89-84  | Atenas (CdP)       | Osvaldo Casanova     | 5 de diciembre  | 21:00 |
| Del Progreso       | 76-70  | Centro Español (P) | Del Progreso         | 5 de diciembre  | 21:30 |
| Petrolero (PH)     | 99-87  | Deportivo Viedma   | Enrique Mosconi      | 5 de diciembre  | 21:30 |

## Torneo Súper 4
Una vez terminada la primera fase del torneo quedaron definidos los cuatro mejores equipos hasta ese momento. Los equipos clasificados fueron Estudiantes de Olavarría y Deportivo Viedma por parte de la conferencia sur, y Barrio Parque y Oberá TC por parte de la conferencia norte. A fines de diciembre se develó la sede y las fechas para el torneo, siendo elegido el estadio del Oberá Tenis Club, en Oberá, y los días 14 y 15 de febrero. El campeón del torneo fue el equipo local, que venció en la final a Barrio Parque con la destacada actuación de Juan Ignacio Rodríguez Suppi, quien fue elegido el mejor jugador de dicho partido.
|  | Semifinales      | Semifinales      | Semifinales   |               |          | Final    | Final | Final |  |
|  |                  |                  |               |               |          |          |       |       |  |
|  |                  |                  |               |               |          |          |       |       |  |
|  | Oberá TC         | Oberá TC         | 83            |               |          |          |       |       |  |
|  | Oberá TC         | Oberá TC         | 83            |               |          |          |       |       |  |
|  | Estudiantes (O)  | Estudiantes (O)  | 70            |               |          |          |       |       |  |
|  | Estudiantes (O)  | Estudiantes (O)  | 70            |               | Oberá TC | Oberá TC | 84    |       |  |
|  |                  |                  |               |               | Oberá TC | Oberá TC | 84    |       |  |
|  |                  |                  | Barrio Parque | Barrio Parque | 75       |          |       |       |  |
|  | Barrio Parque    | Barrio Parque    | Barrio Parque | Barrio Parque | 75       | 75       |       |       |  |
|  | Barrio Parque    | Barrio Parque    |               |               |          | 75       |       |       |  |
|  | Deportivo Viedma | Deportivo Viedma | 66            |               |          |          |       |       |  |
|  | Deportivo Viedma | Deportivo Viedma | 66            |               |          |          |       |       |  |
|  |                  |                  |               |               |          |          |       |       |  |

Semifinales
| 14 de febrero, 20:00 | Barrio Parque                                                    | 75–66                | Deportivo Viedma                                                      | Oberá                                                                                    |  |
|                      | Parciales: 24-8, 17-11, 15-24, 19-23                             |                      |                                                                       |                                                                                          |  |
|                      | Estadísticas Santiago Ferreyra 20 Lautaro Rivata 10 Juan Kelly 5 | Reporte Pts Reb Asts | Estadísticas 21 Matías Eidintas 7 Kenneth Jones 3 Ayan Núñez Carvalho | Pabellón: Dr. Luis Augusto Derna Árbitros: * Gonzalo Delsart * Raúl Sánchez * José Lugli |  |

| 14 de febrero, 22:00 | Oberá TC                                                                         | 83–70                | Estudiantes (O)                                                    | Oberá                                                                                          |  |
|                      | Parciales: 26-23, 21-20, 18-16, 18-11                                            |                      |                                                                    |                                                                                                |  |
|                      | Estadísticas Gastón Essengue 22 Gastón Essengue 9 Juan Ignacio Rodríguez Suppi 9 | Reporte Pts Reb Asts | Estadísticas 21 Demarco Owens 7 Santiago Arese 5 Jeremías Sandrini | Pabellón: Dr. Luis Augusto Derna Árbitros: * Alberto Ponzo * Sebastián Vasallo * Danilo Molina |  |

Final
| 15 de febrero, 21:00 | Oberá TC                                                                         | 84–75                | Barrio Parque                                                 | Oberá                                                                                     |  |
|                      | Parciales: 20-21, 18-25, 31-16, 15-13                                            |                      |                                                               |                                                                                           |  |
|                      | Estadísticas Juan Ignacio Rodríguez Suppi 24 Rodrigo Sánchez 9 Rodrigo Sánchez 5 | Reporte Pts Reb Asts | Estadísticas 17 Andrés Landoni 7 Andrés Landoni 11 Juan Kelly | Pabellón: Dr. Luis Augusto Derna Árbitros: * Alberto Ponzo * Raúl Sánchez * Danilo Molina |  |

Oberá Tenis Club

Campeón

Primer título

## Segunda fase

### Conferencia norte
Referencia: Posiciones en la página oficial. Resultados en la página oficial. Resultados en pickandroll.com.ar.
| Equipo | Equipo                         | Arranque | PJ | PG | PP | Pts  |
| ------ | ------------------------------ | -------- | -- | -- | -- | ---- |
| 1.°    | Oberá TC                       | 10,0     | 19 | 14 | 5  | 43,0 |
| 2.°    | Villa San Martín (Resistencia) | 9,5      | 18 | 15 | 3  | 42,5 |
| 3.°    | Deportivo Norte (Armstrong)    | 10,0     | 19 | 12 | 7  | 41,0 |
| 4.°    | Unión (Santa Fe)               | 10,0     | 19 | 11 | 8  | 40,0 |
| 5.°    | Echagüe                        | 8,5      | 20 | 11 | 9  | 39,5 |
| 6.°    | Salta Basket                   | 9,5      | 18 | 11 | 7  | 38,5 |
| 7.°    | Ameghino (Villa María)         | 9,5      | 18 | 9  | 9  | 36,5 |
| 8.°    | Independiente BBC              | 9,5      | 20 | 7  | 13 | 36,5 |
| 9.°    | San Isidro (San Francisco)     | 9,5      | 18 | 9  | 9  | 36,5 |
| 10.°   | Barrio Parque                  | 10,5     | 19 | 6  | 13 | 35,5 |
| 11.°   | Rivadavia (Mendoza)            | 7,0      | 19 | 9  | 10 | 35,0 |
| 12.°   | Central Argentino Olímpico     | 8,5      | 19 | 7  | 12 | 34,5 |
| 13.°   | Rosario Basket                 | 6,5      | 18 | 6  | 12 | 30,5 |
| 14.°   | Balsuar Tiro Federal           | 7,5      | 18 | 4  | 14 | 29,5 |

|  | Avanza a los cuartos de final de conferencia. |
|  | Avanza a la fase previa de conferencia.       |

| Salta Basket               | 96-82  | Ameghino (VM)              | Delmi             | 7 de diciembre  | 21:30 |
| Rivadavia (M)              | 75-73  | Barrio Parque              | Leopoldo Brozovix | 8 de diciembre  | 21:30 |
| Deportivo Norte (A)        | 91-83  | San Isidro (SF)            | Jorge Ferrero     | 9 de diciembre  | 21:30 |
| Oberá TC                   | 80-75  | Villa San Martín (R)       | Oberá TC          | 9 de diciembre  | 21:30 |
| Central Argentino Olímpico | 79-64  | Independiente BBC          | Raúl Braica       | 9 de diciembre  | 21:30 |
| Rosario Basket             | 80-66  | Independiente BBC          | Sportivo América  | 11 de diciembre | 21:00 |
| Echagüe                    | 89-58  | Salta Basket               | Luis Butta        | 11 de diciembre | 21:00 |
| Oberá TC                   | 82-71  | Balsuar Tiro Federal       | Oberá TC          | 12 de diciembre | 21:30 |
| San Isidro (SF)            | 100-64 | Central Argentino Olímpico | Severo Robledo    | 12 de diciembre | 21:30 |
| Unión (SF)                 | 92-70  | Salta Basket               | Ángel Malvicino   | 13 de diciembre | 21:00 |
| Barrio Parque              | 71-81  | Ameghino (VM)              | Teatro del Parque | 13 de diciembre | 21:30 |
| Villa San Martín (R)       | 78-61  | Balsuar Tiro Federal       | Villa San Martín  | 14 de diciembre | 20:30 |
| Echagüe                    | 82-71  | Rivadavia (M)              | Luis Butta        | 14 de diciembre | 21:30 |
| Rosario Basket             | 73-90  | Deportivo Norte (A)        | Sportivo América  | 16 de diciembre | 21:00 |
| Unión (SF)                 | 93-87  | Rivadavia (M)              | Ángel Malvicino   | 16 de diciembre | 21:00 |
| Ameghino (VM)              | 76-80  | Oberá TC                   | La Leonera        | 16 de diciembre | 21:30 |
| Balsuar Tiro Federal       | 60-89  | San Isidro (SF)            | Vide Tealdi       | 17 de diciembre | 21:30 |
| Independiente BBC          | 67-81  | Villa San Martín (R)       | Israel Parnas     | 17 de diciembre | 22:00 |
| Salta Baskt                | 87-73  | Echagüe                    | Delmi             | 17 de diciembre | 22:00 |
| Rosario Basket             | 85-97  | Rivadavia (M)              | Sportivo América  | 18 de diciembre | 21:00 |
| Barrio Parque              | 60-77  | Oberá TC                   | Teatro del Parque | 18 de diciembre | 21:00 |
| Central Argentino Olímpico | 81-83  | Deportivo Norte (A)        | Raúl Braica       | 19 de diciembre | 21:30 |
| San Isidro (SF)            | 76-68  | Unión (SF)                 | Severo Robledo    | 19 de diciembre | 21:30 |
| Salta Basket               | 75-78  | Villa San Martín (R)       | Delmi             | 19 de diciembre | 22:00 |
| Independiente BBC          | 87-79  | Echagüe                    | Israel Parnas     | 19 de diciembre | 22:00 |

| 20/12 al 8/01, semanas de receso estival. |
| ----------------------------------------- |

| Echagüe                    | 67-62  | Unión (SF)                 | Luis Butta           | 9 de enero  | 21:00 |
| Balsuar Tiro Federal       | 49-63  | Deportivo Norte (A)        | Vide Tealdi          | 9 de enero  | 21:30 |
| Villa San Martín (R)       | 92-85  | Ameghino (VM)              | Villa San Martín     | 9 de enero  | 21:30 |
| Salta Basket               | 104-86 | Independiente BBC          | Delmi                | 9 de enero  | 22:00 |
| Central Argentino Olímpico | 88-82  | San Isidro (SF)            | Raúl Braica          | 11 de enero | 21:00 |
| Oberá TC                   | 96-78  | Ameghino (VM)              | Oberá TC             | 11 de enero | 21:00 |
| Deportivo Norte (A)        | 78-62  | Echagüe                    | Jorge Ferrero        | 12 de enero | 20:30 |
| Unión (SF)                 | 91-79  | Rosario Basket             | Ángel Malvicino      | 12 de enero | 21:00 |
| Rivadavia (M)              | 87-83  | Salta Basket               | Leopoldo Brozovix    | 12 de enero | 21:30 |
| Balsuar Tiro Federal       | 52-56  | Central Argentino Olímpico | Vide Tealdi          | 14 de enero | 21:30 |
| Unión (SF)                 | 81-69  | Barrio Parque              | Ángel Malvicino      | 15 de enero | 21:00 |
| Ameghino (VM)              | 103-83 | Deportivo Norte (A)        | La Leonera           | 15 de enero | 21:30 |
| Echagüe                    | 84-83  | Barrio Parque              | Luis Butta           | 16 de enero | 21:00 |
| Rivadavia (M)              | 81-87  | Independiente BBC          | Leopoldo Brozovix    | 16 de enero | 22:00 |
| Ameghino (VM)              | 94-63  | Balsuar Tiro Federal       | La Leonera           | 17 de enero | 21:30 |
| Rosario Basket             | 86-81  | Unión (SF)                 | Sportivo América (R) | 18 de enero | 21:00 |
| Deportivo Norte (A)        | 60-88  | Villa San Martín (R)       | Jorge Ferrero        | 18 de enero | 21:30 |
| San Isidro (SF)            | 69-56  | Echagüe                    | Severo Robledo       | 19 de enero | 21:00 |

| Rosario Basket             | 80-92 | Villa San Martín (R) | Sportivo Rosario  | 20 de enero | 21:00 |
| Unión (SF)                 | 98-77 | Deportivo Norte (A)  | Ángel Malvicino   | 21 de enero | 21:00 |
| Central Argentino Olímpico | 83-85 | Ameghino (VM)        | Raúl Braica       | 21 de enero | 21:00 |
| Oberá TC                   | 83-81 | Salta Basket         | Oberá TC          | 21 de enero | 21:30 |
| Barrio Parque              | 85-56 | Balsuar Tiro Federal | Teatro del Parque | 22 de enero | 21:30 |
| Villa San Martín (R)       | 76-67 | Salta Basket         | Villa San Martín  | 23 de enero | 21:30 |
| Deportivo Norte (A)        | 73-67 | Rivadavia (M)        | Jorge Ferrero     | 24 de enero | 21:30 |
| Independiente BBC          | 67-78 | Unión (SF)           | Israel Parnas     | 24 de enero | 22:00 |
| Central Argentino Olímpico | 94-81 | Barrio Parque        | Raúl Braica       | 25 de enero | 21:00 |
| Ameghino (VM)              | 88-67 | Rivadavia (M)        | La Leonera        | 26 de enero | 20:00 |
| San Isidro (SF)            | 74-71 | Oberá TC             | Severo Robledo    | 26 de enero | 21:00 |
| Balsuar Tiro Federal       | 71-68 | Barrio Parque        | Vide Tealdi       | 26 de enero | 21:00 |
| Salta Basket               | 84-78 | Unión (SF)           | Delmi             | 26 de enero | 22:00 |

| Rosario Basket       | 84-73  | Echagüe                    | Sportivo América  | 27 de enero  | 21:00 |
| Balsuar Tiro Federal | 80-74  | Oberá TC                   | Vide Tealdi       | 28 de enero  | 21:30 |
| Independiente BBC    | 78-71  | Central Argentino Olímpico | Israel Parnas     | 28 de enero  | 22:00 |
| Barrio Parque        | 85-80  | Deportivo Norte (A)        | Teatro del Parque | 29 de enero  | 21:30 |
| Salta Basket         | 88-77  | Central Argentino Olímpico | Delmi             | 29 de enero  | 22:00 |
| Villa San Martín (R) | 79-69  | Rosario Basket             | Villa San Martín  | 30 de enero  | 21:30 |
| Unión (SF)           | 103-70 | Independiente BBC          | Ángel Malvicino   | 31 de enero  | 21:00 |
| Balsuar Tiro Federal | 69-74  | Ameghino (VM)              | Vide Tealdi       | 31 de enero  | 21:30 |
| Rivadavia (M)        | 60-67  | Deportivo Norte (A)        | Leopoldo Brozovix | 31 de enero  | 22:00 |
| Oberá TC             | 93-81  | Rosario Basket             | Oberá TC          | 1 de febrero | 21:00 |
| Echagüe              | 76-67  | Independiente BBC          | Luis Butta        | 2 de febrero | 21:00 |
| San Isidro (SF)      | 74-90  | Ameghino (VM)              | Severo Robledo    | 2 de febrero | 21:00 |

| Villa San Martín (R)       | 93-79   | Rivadavia (M)              | Villa San Martín     | 3 de febrero  | 21:30 |
| Central Argentino Olímpico | 76-63   | Balsuar Tiro Federal       | Raúl Braica          | 3 de febrero  | 21:30 |
| Barrio Parque              | 94-72   | Salta Basket               | Teatro del Parque    | 3 de febrero  | 21:30 |
| Rosario Basket             | 77-100  | Oberá TC                   | Sportivo América (R) | 5 de febrero  | 21:00 |
| Echagüe                    | 54-70   | San Isidro (SF)            | Luis Butta           | 5 de febrero  | 21:00 |
| Central Argentino Olímpico | 97-94   | Rivadavia (M)              | Raúl Braica          | 5 de febrero  | 21:30 |
| Independiente BBC          | 64-76   | Salta Basket               | Israel Parnas        | 5 de febrero  | 22:00 |
| Ameghino (VM)              | 85-89   | Unión (SF)                 | La Leonera           | 7 de febrero  | 21:30 |
| Balsuar Tiro Federal       | 67-80   | Rivadavia (M)              | Vide Tealdi          | 7 de febrero  | 21:30 |
| Deportivo Norte (A)        | 108-101 | Oberá TC                   | Jorge Ferrero        | 7 de febrero  | 21:30 |
| Villa San Martín (R)       | 98-69   | Central Argentino Olímpico | Villa San Martín     | 9 de febrero  | 20:30 |
| Independiente BBC          | 75-74   | San Isidro (SF)            | Israel Parnas        | 9 de febrero  | 21:00 |
| Echagüe                    | 77-65   | Rosario Basket             | Luis Butta           | 9 de febrero  | 21:00 |
| Barrio Parque              | 73-61   | Unión (SF)                 | Teatro del Parque    | 9 de febrero  | 21:30 |
| Oberá TC                   | 94-75   | Central Argentino Olímpico | Oberá TC             | 11 de febrero | 21:30 |
| Salta Basket               | 78-71   | San Isidro (SF)            | Delmi                | 11 de febrero | 22:00 |
| Unión (SF)                 | 86-80   | Echagüe                    | Ángel Malvicino      | 12 de febrero | 21:00 |
| Rivadavia (M)              | 61-57   | Balsuar Tiro Federal       | Leopoldo Brozovix    | 12 de febrero | 22:00 |

| 14 y 15 de febrero, disputa del Súper 4. |
| ---------------------------------------- |

| San Isidro (SF)            | 70-65  | Rosario Basket       | Severo Robledo    | 14 de febrero | 21:30 |
| Rivadavia (M)              | 107-88 | Ameghino (VM)        | Leopoldo Brozovix | 14 de febrero | 22:00 |
| Echagüe                    | 79-71  | Deportivo Norte (A)  | Luis Butta        | 15 de febrero | 21:30 |
| San Isidro (SF)            | 86-71  | Villa San Martín (R) | Severo Robledo    | 16 de febrero | 21:00 |
| Balsuar Tiro Federal       | 73-64  | Rosario Basket       | Vide Tealdi       | 16 de febrero | 21:00 |
| Barrio Parque              | 66-88  | Villa San Martín (R) | Teatro del Parque | 18 de febrero | 21:30 |
| Independiente BBC          | 87-101 | Oberá TC             | Israel Parnas     | 19 de febrero | 22:00 |
| Central Argentino Olímpico | 77-81  | Echagüe              | Raúl Braica       | 20 de febrero | 21:30 |
| Rivadavia (M)              | 73-72  | San Isidro (SF)      | Leopoldo Brozovix | 20 de febrero | 22:00 |
| Unión (SF)                 | 103-87 | Ameghino (VM)        | Ángel Malvicino   | 21 de febrero | 21:00 |
| Salta Basket               | 101-99 | Oberá TC             | Delmi             | 21 de febrero | 22:00 |
| Villa San Martín (R)       | 93-56  | Independiente BBC    | Villa San Martín  | 22 de febrero | 20:30 |
| Deportivo Norte (A)        | 92-88  | Barrio Parque        | Jorge Ferrero     | 23 de febrero | 20:30 |
| Echagüe                    | 95-80  | Ameghino (VM)        | Luis Butta        | 23 de febrero | 21:00 |

| Rosario Basket             | 66-65  | Barrio Parque              | Sportivo América (R) | 24 de febrero | 21:00 |
| Oberá TC                   | 113-90 | Independiente BBC          | Oberá TC             | 24 de febrero | 21:30 |
| Deportivo Norte (A)        | 87-75  | Balsuar Tiro Federal       | Jorge Ferrero        | 25 de febrero | 21:30 |
| Rivadavia (M)              | 75-68  | Unión (SF)                 | Leopoldo Brozovix    | 26 de febrero | 22:00 |
| Deportivo Norte (A)        | 90-10  | Central Argentino Olímpico | Jorge Ferrero        | 27 de febrero | 21:30 |
| Barrio Parque              | 80-74  | Echagüe                    | Teatro del Parque    | 28 de febrero | 21:30 |
| Villa San Martín (R)       | 90-69  | Oberá TC                   | Villa San Martín     | 28 de febrero | 21:30 |
| Salta Basket               | 94-74  | Rosario Basket             | Delmi                | 28 de febrero | 22:00 |
| Balsuar Tiro Federal       | 88-73  | Echagüe                    | Vide Tealdi          | 29 de febrero | 21:00 |
| Independiente BBC          | 88-83  | Rosario Basket             | Israel Parnas        | 1 de marzo    | 21:00 |
| Central Argentino Olímpico | 73-80  | Oberá TC                   | Raúl Braica          | 1 de marzo    | 21:00 |

| Barrio Parque              | 78-84 | Rivadavia (M)              | Teatro del Parque | 2 de marzo | 21:00 |
| Ameghino (VM)              | 81-79 | San Isidro (SF)            | La Leonera        | 2 de marzo | 21:30 |
| Salta Basket               | 84-73 | Deportivo Norte (A)        | Delmi             | 2 de marzo | 22:00 |
| Unión (SF)                 | 94-80 | Balsuar Tiro Federal       | Ángel Malvicino   | 3 de marzo | 21:00 |
| Central Argentino Olímpico | 95-97 | Rosario Basket             | Raúl Braica       | 3 de marzo | 21:30 |
| San Isidro (SF)            | 75-73 | Rivadavia (M)              | Severo Robledo    | 4 de marzo | 21:30 |
| Independiente BBC          | 87-85 | Deportivo Norte            | Israel Parnas     | 4 de marzo | 22:00 |
| Villa San Martín (R)       | 69-62 | Barrio Parque              | Villa San Martín  | 5 de marzo | 21:30 |
| Oberá TC                   | 91-72 | Barrio Parque              | Oberá TC          | 7 de marzo | 19:30 |
| Deportivo Norte            | 78-76 | Independiente BBC          | Jorge Ferrero     | 7 de marzo | 20:00 |
| Echagüe                    | 70-67 | Balsuar Tiro Federal       | Luis Butta        | 7 de marzo | 21:30 |
| Unión (SF)                 | 88-90 | Central Argentino Olímpico | Ángel Malvicino   | 8 de marzo | 21:00 |

| Echagüe         | 94-84 | Central Argentino Olímpico | Luis Butta        | 9 de marzo  | 21:00 |
| Rosario Basket  | 91-84 | San Isidro (SF)            | Sportivo América  | 9 de marzo  | 21:00 |
| Ameghino (VM)   | 84-90 | Independiente BBC          | La Leonera        | 9 de marzo  | 21:30 |
| Rivadavia (M)   | 76-85 | Villa San Martín (R)       | Leopoldo Brozovix | 9 de marzo  | 22:00 |
| Barrio Parque   | 87-75 | Independiente BBC          | Teatro del Parque | 11 de marzo | 21:00 |
| Ameghino (VM)   | 84-75 | Villa San Martín (R)       | La Leonera        | 11 de marzo | 21:30 |
| Oberá TC        | 88-72 | Unión (SF)                 | Oberá TC          | 12 de marzo | 21:30 |
| San Isidro (SF) | 73-77 | Salta Basket               | Severo Robledo    | 12 de marzo | 21:30 |

| 14 de marzo, suspensión de la temporada por el coronavirus. |
| ----------------------------------------------------------- |

### Conferencia sur
Referencia: página oficial. Resultados en la página oficial. Resultados en pickandroll.com.ar.
| Equipo | Equipo                              | Arranque | PJ | PG | PP | Pts  |
| ------ | ----------------------------------- | -------- | -- | -- | -- | ---- |
| 1.°    | Central Entrerriano                 | 10,0     | 20 | 14 | 6  | 44,0 |
| 2.°    | Villa Mitre (Bahía Blanca)          | 9,0      | 21 | 13 | 8  | 43,0 |
| 3.°    | Estudiantes (Olavarría)             | 10,5     | 21 | 11 | 10 | 42,5 |
| 4.°    | Gimnasia y Esgrima La Plata         | 7,5      | 21 | 13 | 8  | 41,5 |
| 5.°    | Atenas (Carmen de Patagones)        | 7,0      | 22 | 12 | 10 | 41,0 |
| 6.°    | Centro Español                      | 10,0     | 19 | 11 | 8  | 40,0 |
| 7.°    | Racing (Chivilcoy)                  | 9,0      | 19 | 12 | 7  | 40,0 |
| 8.°    | Deportivo Viedma                    | 10,5     | 20 | 9  | 11 | 39,5 |
| 9.°    | Quilmes                             | 9,5      | 21 | 6  | 15 | 36,5 |
| 10.°   | Parque Sur                          | 9,5      | 19 | 8  | 11 | 36,5 |
| 11.°   | Tomás de Rocamora                   | 8,5      | 18 | 10 | 8  | 36,5 |
| 12.°   | Ciclista Juninense                  | 8,0      | 21 | 6  | 15 | 35,0 |
| 13.°   | Petrolero Argentino (Plaza Huincul) | 9,0      | 18 | 8  | 10 | 35,0 |
| 14.°   | Del Progreso                        | 8,0      | 18 | 6  | 12 | 32,0 |

|  | Avanza a los cuartos de final de conferencia. |
|  | Avanza a la fase previa de conferencia.       |

| Gimnasia (LP)       | 80-63  | Tomás de Rocamora   | Polideportivo Víctor Nethol | 7 de diciembre  | 21:00 |
| Estudiantes (O)     | 80-74  | Ciclista Juninense  | Parque Carlos Guerrero      | 8 de diciembre  | 20:30 |
| Petrolero (PH)      | 79-75  | Central Entrerriano | Enrique Mosconi             | 8 de diciembre  | 21:30 |
| Deportivo Viedma    | 89-89  | Parque Sur          | Ángel Cayetano Arias        | 8 de diciembre  | 21:30 |
| Quilmes             | 96-91  | Tomás de Rocamora   | Islas Malvinas              | 9 de diciembre  | 21:00 |
| Atenas (CdP)        | 74-81  | Parque Sur          | Carmelo Trípodi Calá        | 9 de diciembre  | 21:30 |
| Centro Español      | 93-95  | Central Entrerriano | El Templo                   | 10 de diciembre | 21:30 |
| Villa Mitre (BB)    | 66-64  | Parque Sur          | Osvaldo Casanova            | 11 de diciembre | 21:00 |
| Del Progreso        | 82-95  | Central Entrerriano | Del Progreso                | 11 de diciembre | 21:30 |
| Estudiantes (O)     | 81-76  | Tomás de Rocamora   | Parque Carlos Guerrero      | 11 de diciembre | 21:30 |
| Gimnasia (LP)       | 76-70  | Petrolero (PH)      | Polideportivo Víctor Nethol | 11 de diciembre | 21:30 |
| Quilmes             | 83-87  | Deportivo Viedma    | Islas Malvinas              | 12 de diciembre | 21:00 |
| Ciclista Juninense  | 90-86  | Atenas (CdP)        | Raúl "Chuni" Merlo          | 13 de diciembre | 21:30 |
| Estudiantes (O)     | 104-86 | Deportivo Viedma    | Parque Carlos Guerrero      | 14 de diciembre | 20:30 |
| Tomás de Rocamora   | 92-90  | Quilmes             | Julio Paccagnella           | 15 de diciembre | 21:00 |
| Ciclista Juninense  | 107-82 | Petrolero (PH)      | Raúl "Chuni" Merlo          | 15 de diciembre | 21:00 |
| Racing (Chivilcoy)  | 78-70  | Atenas (CdP)        | Oscar y Alfredo Barca       | 15 de diciembre | 21:30 |
| Del Progreso        | 60-83  | Gimnasia (LP)       | Del Progreso                | 16 de diciembre | 21:30 |
| Centro Español      | 78-65  | Gimnasia (LP)       | El Templo                   | 17 de diciembre | 21:30 |
| Racing (Chivilcoy)  | 85-78  | Villa Mitre (BB)    | Oscar y Alfredo Barca       | 17 de diciembre | 21:30 |
| Parque Sur          | 59-57  | Quilmes             | Parque Sur                  | 17 de diciembre | 21:30 |
| Central Entrerriano | 93-65  | Quilmes             | José María Bértora          | 18 de diciembre | 21:00 |
| Atenas (CdP)        | 89-70  | Deportivo Viedma    | Carmelo Trípodi Calá        | 18 de diciembre | 21:30 |
| Petrolero (PH)      | 79-71  | Gimnasia (LP)       | Enrique Mosconi             | 19 de diciembre | 21:30 |
| Centro Español      | 73-70  | Del Progreso        | El Templo                   | 19 de diciembre | 21:30 |
| Ciclista Juninense  | 76-85  | Villa Mitre (BB)    | Raúl "Chuni" Merlo          | 19 de diciembre | 21:30 |
| Parque Sur          | 84-63  | Tomás de Rocamora   | Parque Sur                  | 19 de diciembre | 21:30 |

| 20/12 a 8/01, semanas de receso estival. |
| ---------------------------------------- |

| Quilmes            | 60-86  | Racing (Chivilcoy)  | Islas Malvinas              | 9 de enero  | 21:00 |
| Atenas (CdP)       | 91-77  | Central Entrerriano | Carmelo Trípodi Calá        | 9 de enero  | 21:30 |
| Estudiantes (O)    | 78-80  | Racing (Chivilcoy)  | Parque Carlos Guerrero      | 10 de enero | 21:30 |
| Deportivo Viedma   | 98-84  | Central Entrerriano | Ángel Cayetano Arias        | 10 de enero | 21:30 |
| Del Progreso       | 94-98  | Petrolero (PH)      | Del Progreso                | 11 de enero | 21:30 |
| Villa Mitre (BB)   | 72-86  | Centro Español      | Polideportivo Municipal     | 12 de enero | 21:00 |
| Gimnasia (LP)      | 67-48  | Parque Sur          | Polideportivo Víctor Nethol | 12 de enero | 21:30 |
| Quilmes            | 75-74  | Centro Español      | Islas Malvinas              | 14 de enero | 21:00 |
| Estudiantes (O)    | 80-71  | Atenas (CdP)        | Parque Carlos Guerrero      | 14 de enero | 21:30 |
| Tomás de Rocamora  | 83-65  | Central Entrerriano | Julio Paccagnella           | 15 de enero | 21:30 |
| Petrolero (PH)     | 88-82  | Deportivo Viedma    | Enrique Mosconi             | 15 de enero | 21:30 |
| Racing (Chivilcoy) | 82-68  | Del Progreso        | Oscar y Alfredo Barca       | 15 de enero | 21:30 |
| Gimnasia (LP)      | 85-81  | Atenas (CdP)        | Polideportivo Víctor Nethol | 16 de enero | 21:30 |
| Ciclista Juninense | 59-76  | Del Progreso        | Raúl "Chuni" Merlo          | 17 de enero | 21:30 |
| Centro Español     | 88-84  | Deportivo Viedma    | El Templo                   | 17 de enero | 21:30 |
| Villa Mitre (BB)   | 107-86 | Estudiantes (O)     | Polideportivo Municipal     | 17 de enero | 22:00 |
| Gimnasia (LP)      | 77-70  | Del Progreso        | Polideportivo Víctor Nethol | 19 de enero | 21:00 |
| Atenas (CdP)       | 83-90  | Estudiantes (O)     | Carmelo Trípodi Calá        | 19 de enero | 21:30 |
| Villa Mitre (BB)   | 95-77  | Tomás de Rocamora   | Polideportivo Municipal     | 19 de enero | 22:00 |

| Deportivo Viedma    | 103-85 | Estudiantes (O)    | Ángel Cayetano Arias   | 20 de enero | 21:30 |
| Parque Sur          | 81-60  | Ciclista Juninense | Parque Sur             | 20 de enero | 21:30 |
| Atenas (CdP)        | 77-66  | Tomás de Rocamora  | Carmelo Trípodi Calá   | 21 de enero | 21:30 |
| Racing (Chivilcoy)  | 93-66  | Quilmes            | Oscar y Alfredo Barca  | 22 de enero | 21:30 |
| Central Entrerriano | 75-70  | Gimnasia (LP)      | José María Bértora     | 22 de enero | 21:30 |
| Petrolero (PH)      | 75-78  | Villa Mitre (BB)   | Enrique Mosconi        | 22 de enero | 21:30 |
| Deportivo Viedma    | 97-82  | Tomás de Rocamora  | Ángel Cayetano Arias   | 23 de enero | 21:30 |
| Ciclista Juninense  | 98-77  | Quilmes            | Raúl "Chuni" Merlo     | 24 de enero | 21:30 |
| Centro Español      | 74-72  | Villa Mitre (BB)   | El Templo              | 24 de enero | 21:30 |
| Estudiantes (O)     | 82-73  | Quilmes            | Parque Carlos Guerrero | 25 de enero | 20:30 |
| Petrolero (PH)      | 82-84  | Atenas (CdP)       | Enrique Mosconi        | 25 de enero | 21:30 |
| Parque Sur          | 85-67  | Gimnasia (LP)      | Parque Sur             | 26 de enero | 21:30 |
| Central Entrerriano | 85-66  | Racing (Chivilcoy) | José María Bértora     | 26 de enero | 21:30 |
| Del Progreso        | 84-107 | Villa Mitre (BB)   | Del Progreso           | 26 de enero | 21:30 |

| Tomás de Rocamora   | 92-79  | Gimnasia (LP)      | Julio Paccagnella           | 27 de enero  | 21:30 |
| Centro Español      | 94-81  | Atenas (CdP)       | El Templo                   | 27 de enero  | 21:30 |
| Parque Sur          | 79-69  | Racing (Chivilcoy) | Parque Sur                  | 28 de enero  | 21:30 |
| Quilmes             | 93-97  | Estudiantes (O)    | Islas Malvinas              | 29 de enero  | 21:30 |
| Tomás de Rocamora   | 87-102 | Racing (Chivilcoy) | Julio Paccagnella           | 29 de enero  | 21:30 |
| Del Progreso        | 104-66 | Atenas (CdP)       | Del Progreso                | 29 de enero  | 21:30 |
| Petrolero (PH)      | 74-69  | Centro Español     | Enrique Mosconi             | 30 de enero  | 21:30 |
| Villa Mitre (BB)    | 95-91  | Deportivo Viedma   | Polideportivo Municipal     | 30 de enero  | 22:00 |
| Gimnasia (LP)       | 65-58  | Estudiantes (O)    | Polideportivo Víctor Nethol | 31 de enero  | 21:30 |
| Ciclista Juninense  | 77-65  | Parque Sur         | Raúl "Chuni" Merlo          | 31 de enero  | 21:30 |
| Racing (Chivilcoy)  | 62-61  | Parque Sur         | Oscar y Alfredo Barca       | 1 de febrero | 21:30 |
| Centro Español      | 102-93 | Petrolero (PH)     | El Templo                   | 1 de febrero | 21:30 |
| Central Entrerriano | 78-74  | Villa Mitre (BB)   | José María Bértora          | 2 de febrero | 21:30 |

| Deportivo Viedma   | 104-69 | Ciclista Juninense  | Ángel Cayetano Arias        | 3 de febrero  | 21:30 |
| Quilmes            | 78-71  | Del Progreso        | Islas Malvinas              | 4 de febrero  | 21:00 |
| Estudiantes (O)    | 67-72  | Centro Español      | Parque Carlos Guerrero      | 4 de febrero  | 21:30 |
| Tomás de Rocamora  | 84-75  | Villa Mitre (BB)    | Julio Paccagnella           | 4 de febrero  | 21:30 |
| Atenas (CdP)       | 87-85  | Ciclista Juninense  | Carmelo Trípodi Calá        | 5 de febrero  | 21:30 |
| Estudiantes (O)    | 77-56  | Del Progreso        | Parque Carlos Guerrero      | 6 de febrero  | 21:30 |
| Parque Sur         | 77-79  | Villa Mitre (BB)    | Parque Sur                  | 6 de febrero  | 21:30 |
| Deportivo Viedma   | 82-70  | Petrolero (PH)      | Ángel Cayetano Arias        | 6 de febrero  | 21:30 |
| Gimnasia (LP)      | 106-88 | Centro Español      | Polideportivo Víctor Nethol | 6 de febrero  | 21:30 |
| Atenas (CdP)       | 81-70  | Petrolero (PH)      | Carmelo Trípodi Calá        | 8 de febrero  | 21:30 |
| Ciclista Juninense | 66-89  | Estudiantes (O)     | Raúl "Chuni" Merlo          | 9 de febrero  | 21:00 |
| Deportivo Viedma   | 91-99  | Quilmes             | Ángel Cayetano Arias        | 9 de febrero  | 21:30 |
| Parque Sur         | 72-81  | Central Entrerriano | Parque Sur                  | 10 de febrero | 21:30 |
| Racing (Chivilcoy) | 72-58  | Estudiantes (O)     | Oscar y Alfredo Barca       | 10 de febrero | 21:30 |
| Atenas (CdP)       | 78-72  | Quilmes             | Carmelo Trípodi Calá        | 11 de febrero | 21:30 |
| Deportivo Viedma   | 90-83  | Centro Español      | Ángel Cayetano Arias        | 11 de febrero | 21:30 |
| Racing (Chivilcoy) | 71-76  | Tomás de Rocamora   | Oscar y Alfredo Barca       | 12 de febrero | 21:30 |
| Villa Mitre (BB)   | 107-91 | Quilmes             | Polideportivo Municipal     | 12 de febrero | 22:00 |
| Ciclista Juninense | 64-66  | Tomás de Rocamora   | Raúl "Chuni" Merlo          | 13 de febrero | 21:30 |
| Atenas (CdP)       | 78-76  | Centro Español      | Carmelo Trípodi Calá        | 13 de febrero | 21:30 |

| 14 y 15 de febrero, disputa del Súper 4. |
| ---------------------------------------- |

| Petrolero (PH)      | 75-84  | Del Progreso        | Enrique Mosconi             | 14 de febrero | 21:30 |
| Racing (Chivilcoy)  | 87-71  | Central Entrerriano | Oscar y Alfredo Barca       | 14 de febrero | 21:30 |
| Villa Mitre (BB)    | 81-78  | Gimnasia (LP)       | Polideportivo Municipal     | 15 de febrero | 22:00 |
| Quilmes             | 108-74 | Ciclista Juninense  | Islas Malvinas              | 16 de febrero | 21:00 |
| Central Enterriano  | 80-70  | Atenas (CdP)        | José María Bértora          | 17 de febrero | 21:30 |
| Villa Mitre (BB)    | 104-90 | Ciclista Juninense  | Polideportivo Municipal     | 18 de febrero | 22:00 |
| Del Progreso        | 69-58  | Quilmes             | Del Progreso                | 19 de febrero | 21:30 |
| Parque Sur          | 65-78  | Atenas (CdP)        | Parque Sur                  | 19 de febrero | 21:30 |
| Central Entrerriano | 92-82  | Deportivo Viedma    | José María Bértora          | 19 de febrero | 21:30 |
| Gimnasia (LP)       | 88-84  | Deportivo Viedma    | Polideportivo Víctor Nethol | 21 de febrero | 21:30 |
| Tomás de Rocamora   | 83-59  | Atenas (CdP)        | Julio Paccagnella           | 21 de febrero | 21:30 |
| Centro Español      | 92-86  | Quilmes             | El Templo                   | 21 de febrero | 22:00 |
| Ciclista Juninense  | 91-80  | Racing (Chivilcoy)  | Raúl "Chuni" Merlo          | 22 de febrero | 21:00 |
| Petrolero (PH)      | 94-80  | Quilmes             | Enrique Mosconi             | 22 de febrero | 21:30 |
| Estudiantes (O)     | 82-90  | Central Entrerriano | Parque Carlos Guerrero      | 23 de febrero | 20:30 |

| Deportivo Viedma    | 95-99  | Gimnasia (LP)       | Ángel Cayetano Arias        | 24 de febrero | 21:30 |
| Ciclista Juninense  | 84-87  | Central Entrerriano | Raúl "Chuni" Merlo          | 24 de febrero | 21:30 |
| Atenas (CdP)        | 88-68  | Gimnasia (LP)       | Carmelo Trípodi Calá        | 25 de febrero | 21:30 |
| Del Progreso        | 81-64  | Racing (Chivilcoy)  | Del Progreso                | 26 de febrero | 21:30 |
| Estudiantes (O)     | 82-80  | Villa Mitre (BB)    | Parque Carlos Guerrero      | 26 de febrero | 21:30 |
| Parque Sur          | 84-63  | Deportivo Viedma    | Parque Sur                  | 27 de febrero | 21:30 |
| Gimnasia (LP)       | 73-68  | Villa Mitre (BB)    | Polideportivo Víctor Nethol | 28 de febrero | 21:30 |
| Centro Español      | 97-69  | Racing (Chivilcoy)  | El Templo                   | 28 de febrero | 22:00 |
| Petrolero (PH)      | 82-78  | Racing (Chivilcoy)  | Enrique Mosconi             | 29 de febrero | 21:30 |
| Del Progreso        | 112-76 | Ciclista Juninense  | Del Progreso                | 29 de febrero | 21:30 |
| Tomás de Rocamora   | 99-94  | Deportivo Viedma    | Julio Paccagnella           | 29 de febrero | 21:30 |
| Quilmes             | 70-80  | Villa Mitre (BB)    | Islas Malvinas              | 1 de marzo    | 20:00 |
| Central Entrerriano | 92-62  | Parque Sur          | José María Bértora          | 1 de marzo    | 21:30 |

| Centro Español      | 89-70 | Ciclista Juninense  | El Templo                   | 2 de marzo | 21:30 |
| Parque Sur          | 68-67 | Estudiantes (O)     | Parque Sur                  | 4 de marzo | 21:30 |
| Petrolero (PH)      | 75-70 | Ciclista Juninense  | Enrique Mosconi             | 4 de marzo | 21:30 |
| Atenas (CdP)        | 68-64 | Del Progreso        | Carmelo Trípodi Calá        | 4 de marzo | 21:30 |
| Gimnasia (LP)       | 96-91 | Central Entrerriano | Polideportivo Víctor Nethol | 4 de marzo | 21:30 |
| Tomás de Rocamora   | 78-65 | Estudiantes (O)     | Julio Paccagnella           | 5 de marzo | 21:30 |
| Deportivo Viemda    | 86-84 | Del Progreso        | Ángel Cayetano Arias        | 6 de marzo | 21:30 |
| Central Entrerriano | 75-67 | Estudiantes (O)     | José María Bértora          | 7 de marzo | 21:30 |
| Ciclista Juninense  | 73-70 | Centro Español      | Raúl "Chuni" Merlo          | 8 de marzo | 21:00 |
| Villa Mitre (BB)    | 92-77 | Del Progreso        | Osvaldo Casanova            | 8 de marzo | 21:00 |
| Racing (Chivilcoy)  | 98-91 | Gimnasia (LP)       | Oscar y Alfredo Barca       | 8 de marzo | 21:30 |

| Quilmes             | 90-66 | Parque Sur     | Islas Malvinas         | 9 de marzo  | 21:00 |
| Central Entrerriano | 80-74 | Petrolero (PH) | José María Bértora     | 10 de marzo | 21:30 |
| Racing (Chivilcoy)  | 96-85 | Centro Español | Oscar y Alfredo Barca  | 10 de marzo | 21:30 |
| Estudiantes (O)     | 84-69 | Parque Sur     | Parque Carlos Guerrero | 10 de marzo | 21:30 |
| Tomás de Rocamora   | 77-73 | Petrolero (PH) | Julio Paccagnella      | 12 de marzo | 21:30 |
| Villa Mitre (BB)    | 75-86 | Atenas (CdP)   | Osvaldo Casanova       | 13 de marzo | 21:00 |
| Ciclista Juninense  | 69-88 | Gimnasia (LP)  | Raúl "Chuni" Merlo     | 13 de marzo | 21:30 |

| 14 de marzo, suspensión de la temporada por el coronavirus. |
| ----------------------------------------------------------- |

## Nota
1. 1 2 3 4 5 6 7  Villa Mitre de Bahía Blanca auspició como local en el Polideportivo Municipal de Monte Hermoso durante enero y febrero.[20]